# Black Buddafly
Black Buddafly est un groupe allemand de rhythm and blues  composé des deux sœurs jumelles, Amina et Jazz Schmahl, nées en 1983 d'une mère allemande et d'un père sénégalais.
La famille se compose également d'une sœur plus âgée, Sophie, qui est un ancien membre du groupe (jusqu'à 2006) ainsi que d'une plus jeune sœur.

## Historique
Les membres du groupe Black Buddafly furent immergés dans la musique dès leur plus jeune âge. Leur mère chantait et leur père était un jazzman semi-professionnel. Quand elles étaient jeunes, le maestro Axel Bergstedt invitait les filles à chanter dans le chœur d'enfants de l'association Johann Sebastian Bach, Hambourg. Elles ont appris les œuvres de Bach et Haendel, opéra, danse et participé à la grande comédie musicale «Ronja Räubertochter» (Ronya, fille de brigand) par Astrid Lindgren et Axel Bergstedt. Après chantèrent dans des studios locaux avec des groupes de gospel. Ensuite, connues sous le nom « Choyce », elles signèrent un contrat chez BMG Allemagne.
En 2004 alors que le groupe était en tournée, il changea de nom pour Black Buddafly. À la même époque, les artistes rencontrèrent Russell Simmons qui les fit signer sur son label RSMG. Au début de l'année 2005, le groupe commença finalement à travailler sur son premier album. "Rock-A-Bye" fut leur premier single. Le second single, "Bad Girl", en featuring avec le rappeur Fabolous fut intégré à la bande originale du film Waist Deep. Black Buddafly est maintenant un duo composé seulement des sœurs Amina et Jazz, à la suite du départ de Sophie qui repartit en Allemagne pour donner naissance à son enfant, un garçon nommé Zion Omar. Elle souhaite dans un premier temps assurer son rôle de mère puis reprendre au fur et à mesure sa carrière musicale.
Malgré deux singles qui ne furent pas de réels succès commerciaux (mais qui toutefois furent assez souvent diffusés sur les ondes radios), les deux sœurs continuèrent leur travail pour sortir leur premier album qui a été finalement enregistré. Certaines des chansons furent partagés sur Internet, parfois par les deux sœurs elles-mêmes, via leur page MySpace. Le label, quant à lui, continue de repousser la date de sortie de l'album.
Les sœurs tournent actuellement certaines scènes du film Players School. De plus, Black Buddafly a récemment signé avec MBK Entertainment (J Records), une société aux activités assez diversifiées basée à New York qui gèrent notamment Alicia Keys.

## Discographie

### Albums
- 2007 : Black Buddafly

| Année | Titre                  | Position Hit Parade | Position Hit Parade | Position Hit Parade | Position Hit Parade | Album                                               |
| Année | Titre                  | US Hot 100          | US R&B/Hip-Hop      | Charts UK           | AUS Top 50          | Album                                               |
| ----- | ---------------------- | ------------------- | ------------------- | ------------------- | ------------------- | --------------------------------------------------- |
| 2005  | "Rock-A-Bye"           | -                   | #70                 | -                   | -                   | Black Buddafly                                      |
| 2006  | Bad Girl ft. Fabolous" | -                   | #101                | -                   | -                   | Black Buddafly; Bande originale du film Waist Deep. |